# 长穗花
长穗花（学名：Styrophyton caudatum）为野牡丹科长穗花属下的一个种。

## 扩展阅读
- 維基物種上的相關：长穗花